# مایک توبی
مایک توبی (انگلیسی: Mike Tobey؛ زادهٔ ۱۰ اکتبر ۱۹۹۴) بازیکن بسکتبال متولد آمریکا اهل اسلوونی است.
وی در مسابقات کشوری و بین‌المللی در مجموع برندهٔ ۱ مدال طلا شده‌است.